# آلدو کالولو
آلدو کالولو (انگلیسی: Aldo Kalulu؛ زادهٔ ۲۱ ژانویهٔ ۱۹۹۶) بازیکن فوتبال اهل فرانسه است.
از باشگاه‌هایی که در آن بازی کرده‌است می‌توان به باشگاه فوتبال المپیک لیون، باشگاه فوتبال رن، و باشگاه فوتبال سوشو اشاره کرد.
وی همچنین در تیم ملی فوتبال زیر ۱۸ سال فرانسه بازی کرده‌است.